# ラトランド (バーモント州)
ラトランド（ラットランド、英: Rutland）は、アメリカ合衆国バーモント州の都市。ラトランド郡の郡庁所在地である。人口は1万5807人（2020年）。市域は別の自治体であるラトランド町に完全に取り囲まれている。中心街の歴史地区はアメリカ合衆国国家歴史登録財に指定されている。マサチューセッツ州から100キロメートル北、ニューヨーク州からは30キロメートル東にある。

## 歴史
オッター・クリーク沿いのラトランドとなった地域はラトランド町の中のミル・ビレッジと呼ばれる小さな集落として1800年代初期に始まった。そこを取り囲むラトランド町は1761年にニューハンプシャー植民地知事ベニング・ウェントワースが第3代ラトランド公爵ジョン・マナーズに因んで名付けていた。19世紀初期に高品質の大理石の小さな堆積がラトランドで発見され、1830年代には完全に近い大理石の大きな堆積が、現在のウェストラトランドで見つかった。1840年代までに小さな会社が掘削を始めたが、大理石の採石で利益が出ることがわかったのは1851年に鉄道が開通してからだった。同じ頃にイタリアのトスカーナ州カッラーラの有名な採石場がその掘削深さが深いためにほとんど採石できなくなったので、ラトランドは世界でも有数の大理石生産地になった。
このことで町の成長と投資が加速され、1886年には町の中心部がラトランド・ビレッジとして自治体化された。町の大半は大理石の堆積地の大半を含むウェストラトランドやプロクターとして分離された。1892年11月18日にはラトランドがバーモント州3番目の都市として市制を布いた。新しい市の初代市長はジョン・A・ミードであり、1893年に1期だけ務めた。
1894年、ラトランド地域で国内初のポリオの発生が報告された。ラトランド地域の132人が感染した。7人が死亡し、110人が何らかの麻痺を残した。55人はラトランド市内の住人だった。
1903年、ラトランド市が出した武器の携行を制限する条例が、「バーモント州対ローゼンタール事件」に対するバーモント州最高裁判所判決につながり、許可あるいは免許無しに武器を携行することに保護を行うことになった。これは「バーモント携行」と呼ばれることになった。それでもラトランド市は同様な条例を1998年まで制定したままにしていた。この1998年に異議申し立てがあって条例は廃止された。2008年6月になっても公然と武器を持ち歩く者に対する警官の嫌がらせがあったという住民の報告があった。
1970年代初期、ラトランド・ハロウィーン・パレードの場が多くのスーパーヒーロー漫画のセッティングに使われた。例えばバットマン、ジャスティス・リーグ・オブ・アメリカ、フリーダム・ファイターズ（勇者の大地）、アメイジング・アドベンチャーズ、アベンジャーズおよびマイティ・ソーだった。

## 地理
サウスバーリントンは北緯43度36分32秒 西経72度58分47秒 / 北緯43.60889度 西経72.97972度に位置する。
アメリカ合衆国国勢調査局に拠れば、市域全面積は7.67平方マイル (19.87 km2)、このうち陸地は7.6平方マイル (19.8 km2)、水域は0.04平方マイル (0.1 km2)で水域率は0.52％である。市内にはオッター・クリーク、ムーン・ブルック、テニー・ブルック、イースト・クリークおよびマッシー・ブルックの河川が流れている。

## 交通

### 空港
ラトランド南バーモント地域空港がラトランド市の直ぐ南、ノースクラレンドン町にある。この空港からケープエアーのボストン行きが毎日発着している。

### 鉄道

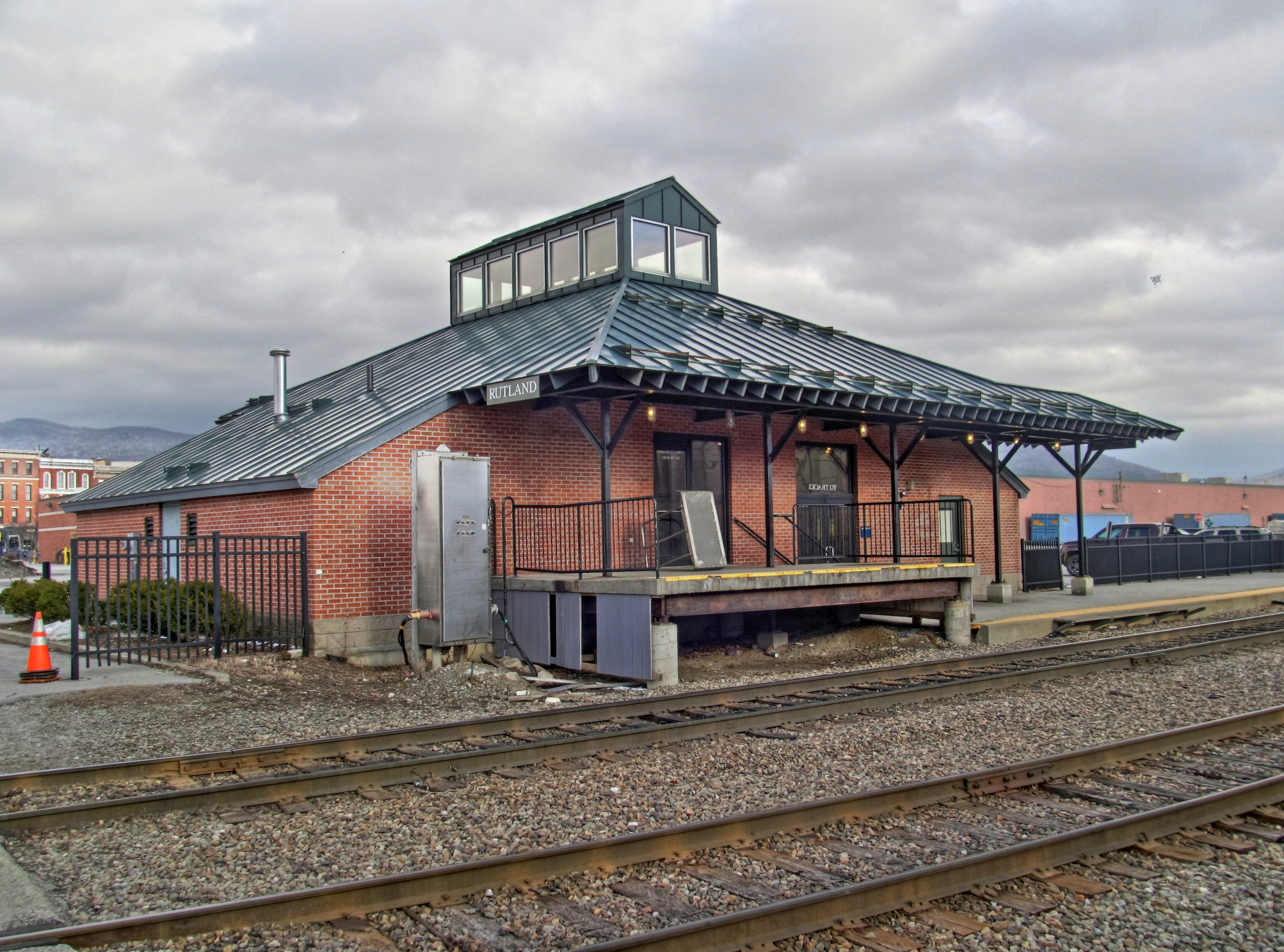
ラトランド駅

アムトラックのラトランド駅はエヴリン・ストリート25にある。ラトランドとニューヨーク間の昼行中距離列車イーサン・アレン・エクスプレス号の北の終着駅であり1日1往復発着する。

### 自動車
ラトランドにはマーブル・バレー地域交通地区が運行する都市間バスシステム、「ザ・バス」があり、一人50セントの運賃を徴収する他は納税者の負担になっている。「ザ・バス」は2007年までは無料だったが、ガソリン代が上がったために50セントを徴収するようになった。マーブル・バレー地域交通地区事務所は中心街の交通センターに入っている。
ラトランドは2つの州間高速道路（89号線と91号線）が近くを走っていないことでは、バーモント州最大の都市である。 アメリカ国道4号線と同7号線がラトランドで交差し、市内の主要道路になっている。アメリカ国道7号線はラトランドと南のマンチェスターやベニントン、北のミドルベリーとバーリントンとを繋いでいる。ラトランドの東にはアメリカ国道4号線によってキリントンやウッドストックを経てニューハンプシャー州に向う。西にはわずか18マイル (29 km) 強でニューヨーク州境に向う4車線道路となっている。この道路がラトランドでは唯一自動車専用道路になっている。この高速道路に並行して走るアメリカ国道4号線の以前のルートは現在、バーモント州道4A号線となっている。

## 人口動態
以下は2000年の国勢調査による人口統計データである。
| 基礎データ - 人口: 17,292人 - 世帯数: 7,452世帯 - 家族数: 4,209家族 - 人口密度: 870.3人/km2（2254.5人/mi2） - 住居数: 7,452軒 - 住居密度: 378.6軒/km2（980.5軒/mi2） 人種別人口構成 - 白人: 98.6% - アフリカン・アメリカン: 0.7% - ネイティブ・アメリカン: 0.7% - アジア人: 0.6% - 太平洋諸島系: 0.1% - その他の人種: 0.3% - 混血: 0.9% - ヒスパニック・ラテン系: 0.9% 年齢別人口構成 - 18歳未満: 22.7% - 18-24歳: 7.8% - 25-44歳: 28.9% - 45-64歳: 22.4% - 65歳以上: 18.2% - 年齢の中央値: 39.3歳 - 性比（女性100人あたり男性の人口） - 総人口: 89.8 - 18歳以上: 86.5 | 世帯と家族（対世帯数） - 18歳未満の子供がいる: 21.1% - 結婚・同居している夫婦: 39.8% - 未婚・離婚・死別女性が世帯主: 12.5% - 非家族世帯: 43.5% - 単身世帯: 36.1% - 65歳以上の老人1人暮らし: 13.9% - 平均構成人数 - 世帯: 2.22人 - 家族: 2.80人 収入と家計 - 収入の中央値 - 世帯: 30,478 米ドル - 家族: 41,561米ドル - 性別 - 男性: 29,457米ドル - 女性: 23,688米ドル - 人口1人あたり収入: 17,075米ドル - 貧困線以下 - 対人口: 15.4% - 対家族数: 10.3% - 18歳以下: 30.1% - 65歳以上: 10.5% |

## 経済
市内経済の中で大きな比率を占めるのが小売業である。2007年の小売業売上高は3億2,160万ドルで州内第3位だった。

### 製造業
地域の主要雇用主はゼネラル・エレクトリック、工業用鉱物のOMYA、および中央バーモント公共事業である。
近年、「ザ・ピット」と呼ばれる中心街の広さ1エーカー (4,000 m2) の土地が開発用に供されている。事務所教育や市民のスペースになる新しいオフィスビルが計画されている。
アメリカ合衆国控訴裁判所第2地区の判事はラトランドを本拠にしている。

## 文化

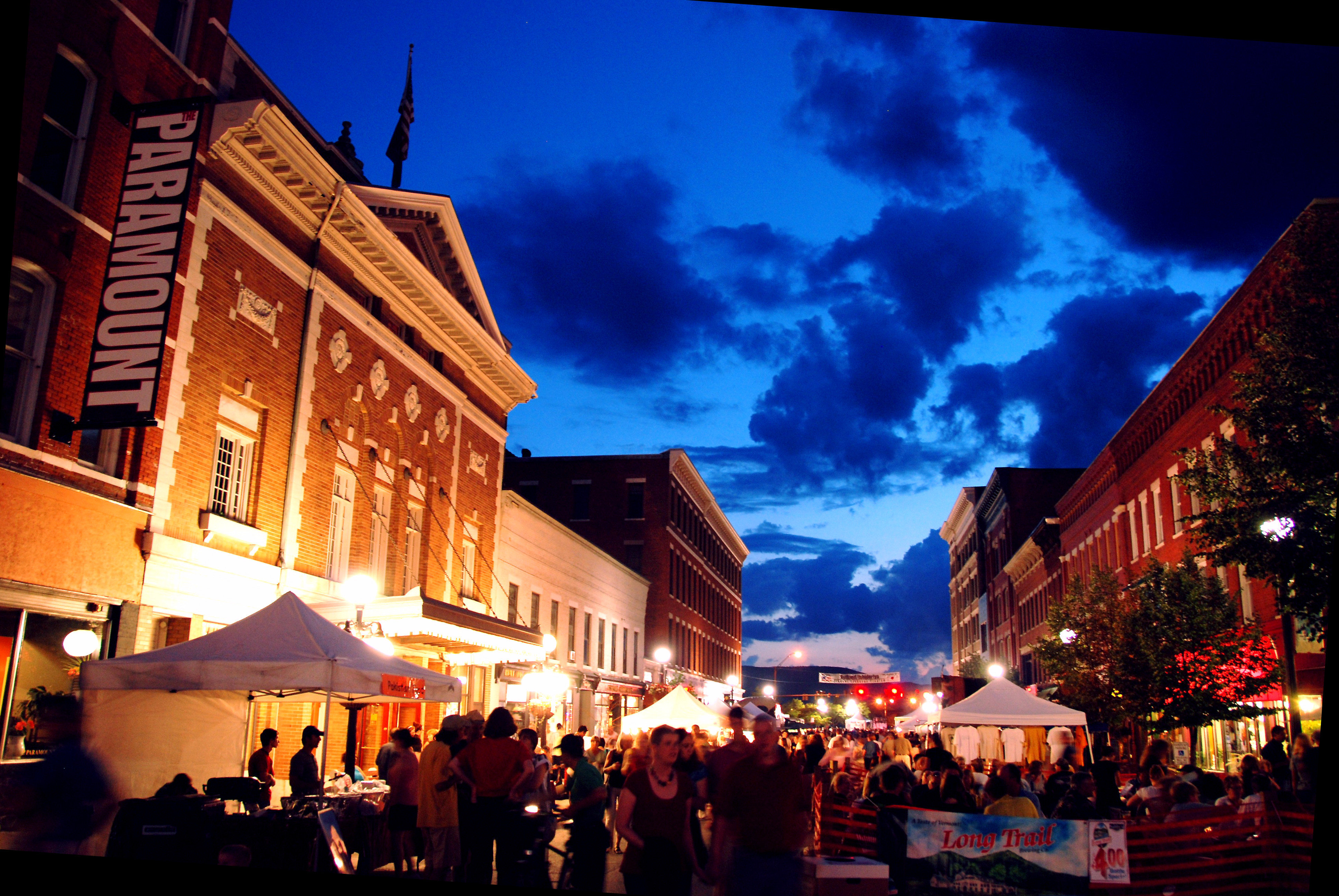
2008年のエスニック祭

中心街にはラトランド無料図書館、パラマウント劇場、および1800年代中期の姿を復元されたマーチャント街がある。中心街にある108の建物がアメリカ合衆国国家歴史登録財に指定されている。また広さ275エーカー (1.1 km2) のパインヒル公園があり、マウンテンバイク乗り、ハイキングなど屋外レクリエーションを楽しめる。この公園の入り口にはフリップサイド・スケート公園があり、ジョーゲッティ運動複合施設という市営の側面解放屋根つき競技場がある。またバーモント州で3番目に大きなショッピングセンターであるダイアモンド・ラン・モールがある。
ラトランドの夏の行事として、アート・イン・ザ・パーク、フライデイナイト・ライブ、エスニック祭、中心街デポ公園のファーマーズマーケットおよびサマー・コンサート・シリーズがある。
ラトランド・ハロウィーン・パレードは1960年以来毎年開催されている。
バーモント州祭は州祭グラウンドで毎年9月に開催されている。

## 教育
ラトランドの公共教育はラトランド市教育学区が管轄している。ラトランド高校、ラトランド中学校、ラトランド中間学校、ノースウェスト小学校、ノースイースト小学校がここに入っている。またスタッフォード工科センターを運営している。私立学校としては小学校など3校ある。高等教育機関としては、カレッジ・オブ・セントジョセフ・バーモント校（元カレッジ・オブ・セントジョセフ・ザ・プロバイダー）とバーモント・コミュニティ・カレッジがある。
1874年10月9日にラトランドのグレース教会で開かれたアメリカン・ボード第65年会で、出席者の新島襄が日本でのキリスト教主義大学（のちの同志社大学）設立を訴えたことでも知られる。

## メディア
市内の新聞は「ラトランド・ヘラルド」である。ラジオ局はFM4局、AM1局に免許が下りている。

## 病院
ラトランド地域医療センターがバーモント州で2番目に大きな医療施設であり、病床180、医師120人を抱えている。

## 歴史史跡
日付はアメリカ合衆国国家歴史登録財に指定された日を示す。
- アーサー・パーキンスの家 — サウス・メインストリート242、1988年10月27日
- チャフィー・モロニーの家 — コロン日アン・アベニュー194 と 196-98、2001年12月19日
- クレメントウッド — クレメント道路、1980年10月27日
- H・H・バクスター記念図書館 — グローブ通り96、1978年9月24日
- ロングフェロー学校 — チャーチ通り6、1976年
- プロクター・クレメントの家 — フィールド・アベニュー、1982年7月17日
- ラトランド裁判所歴史地区 — アメリカ国道7号線、1976年10月8日
- ラトランド中心街歴史地区 — おおまかにストロング・アベニュー、ステイト通り、ウェールズ通り、ワシントン通り、パイン通り、およびコッテージ通りに囲まれた地域、1980年9月22日
- ラトランド無料路書簡、1859年建設の元郵便局と裁判所、アンミ・B・ヤング設計
- セントピーターズ教会とマウント・セントジョセフ修道院 — 今ベンと・アベニュー、ミードウ通りとリバー通り、1980年11月3日

## 著名な住人

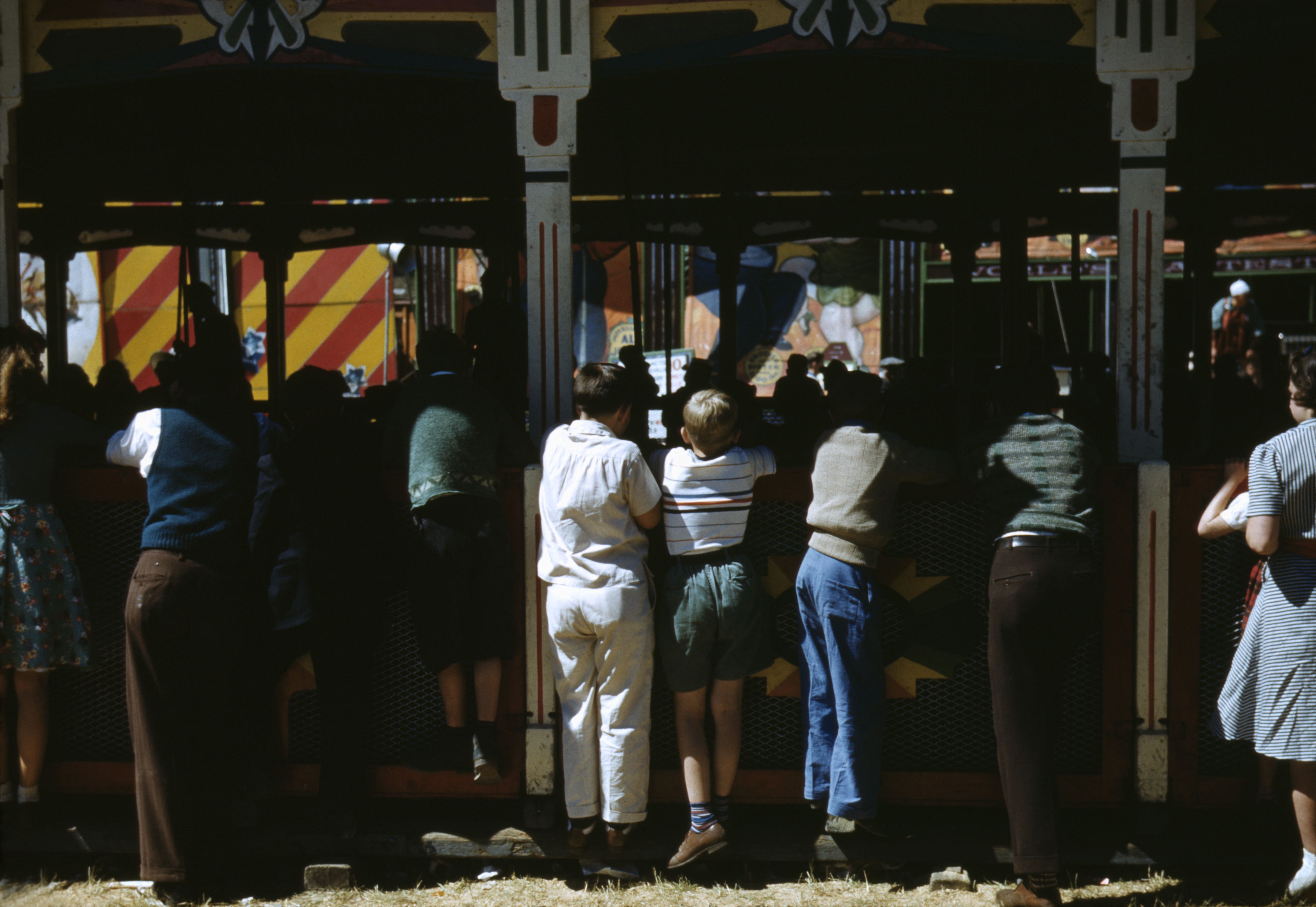
バーモント州祭にて、1941年、ジャック・デラノ撮影

- ジェイムズ・E・バーク、ジョンソン・エンド・ジョンソンの元CEO
- スージー・チャフィー、オリンピックに出場したスキー選手、女優
- バリー・M・コステロ、アメリカ海軍の中将
- トマス・W・コステロ、バーモント州下院議員
- ジョン・ディアー、農機具メーカー設立者
- メリット・A・エドソン、アメリカ海兵隊の将軍
- ミア・ファロー、女優
- デイビッド・ジアンコーラ、映画制作者
- ジョイ・ハキム、歴史書著作家
- ジョージ・ティスデイル・ホッジス、バーモント州選出アメリカ合衆国下院議員
- スティーブン・ハワード、バーモント州下院議員
- ジム・ジェフォーズ、バーモント州選出アメリカ合衆国上院議員
- カーリーン・キング・ジョンソン、1955年のミス・アメリカ
- アーロン・ルイス、バンド「ステインド」のリードボーカル
- アンドレア・ミード・ローレンス、オリンピックのスキー競技でアメリカでは初めて2つの金メダルを取った
- メアリー・マクゲーリー・モリス、小説家
- アーリー・ポンド、メジャーリーグベースボール選手、ボルチモア・オリオールズ
- ロバート・スタッフォード、バーモント州知事、同州選出のアメリカ合衆国下院議員、上院議員
- チェリリー・テイラー、テレビと映画の女優
- ジョン・マーティン・トーマス、ラトガース大学の学長
- ダン・ティミンスキー、ブルーグラスの作曲家、歌手、楽器奏者
- スティーブ・ウィスニュースキー、アメリカンフットボールの選手

架空の住人
- マスター・パンデモニウム、漫画の敵役
- スノー・ジョブ、G.I.ジョーのキャラクター

## 姉妹都市
岩手県石鳥谷町 - 現花巻市
1986年以降、ラトランドはラトランド・石鳥谷町交換学生を毎年行っており、9年生（中学3年生）を6ヶ月間石鳥谷町に派遣している。この交換で、ラトランドの大使達が帰国した後に、石鳥谷町からは5人の生徒が約1ヶ月間ラトランドに滞在する。